# Heinz Rudolf Meier
Heinz Rudolf Meier (*  9. November 1940 in Berlin) ist deutscher Organist und Chorleiter.

## Leben
Meier studierte ab 1959 studierte am Institut für Schulmusik an der Musikhochschule Frankfurt mit den Instrumentalfächern Klavier, Violoncello sowie Orgel bei Wilhelm Baither, einem Schüler von Helmut Walcha. Die Staatsprüfung für das künstlerische Lehramt an Gymnasien legte er 1964 ab. Parallel dazu belegte er an der Universität Frankfurt am Main  Germanistik, Theologie und Musikwissenschaft. Das Studium der Musikwissenschaft vertiefte er 1964/65 an der Universität Zürich bei Kurt von Fischer. Extern legte Meier 1965 an der Kirchenmusikschule Schlüchtern die B-Prüfung für Kirchenmusiker ab und übernahm danach sein erstes Kantorat an der Thomaskirche in Hofheim am Taunus. 1966 schloss er in Frankfurt sein Germanistik-Studium mit dem Examen für das Lehramt ab und schrieb in den folgenden Jahren bei Lothar Hoffmann-Erbrecht seine Dissertation zum Thema „Typus und Funktion der Chorsätze in Georg Friedrich Händels Oratorien“. Die Promotion zum Dr. Phil. erfolgte 1971 mit den Beifächern Germanistik und Theologie.
Nach Tätigkeiten als Kirchenmusiker und Hochschulassistent beauftragte ihn die Evangelische Kirche in Hessen und Nassau 1974 mit der Leitung der Laubacher Kantorei. Diesen Chor leitete Meier fünf Jahre, ehe er 1979 die musikalische Leitung der Wuppertaler Kurrende übernahm. 2005 wurde er hier von Martin Lehmann abgelöst.